# Pedro Laurentino
Pedro Laurentino é um município brasileiro do estado do Piauí. Localiza-se a uma latitude 08º04'06" sul e a uma longitude 42º17'06" oeste, estando a uma altitude de 200 metros. Possui uma área de 835,050 km² e sua população, conforme estimativas do IBGE de 2018, era de 2 529 habitantes.
Pedro Laurentino é conhecido por ser um município produtor e exportador de carneiro.